# Орлови рано лете
Орлови рано лете је дечји роман српског писца Бранка Ћопића, објављен 1959. године. Истоимени југословенски филм који прати радњу књиге је снимљен 1966. године.

## Радња
Орлови рано лете је књига која говори о Јованчетовој дружини (дружини од 7 дјечака и девојчице Луње) и њиховим несташлуцима у детињству, а други део говори о почетку Другог светског рата.

### Увод
Главне ликове романа представља група дјечака са присуством једне девојчице Луње. Они су ученици четвртог разреда основне школе у босанском селу Липову, осим дјечака Николице који је ишао у први разред основне школе. На почетку романа, они живе срећним и безбрижним дечијим животом, док у другом делу они одлазе у рат.

### Први дио
Дјеца су обожавала њихову учитељицу Лану. Када је она напустила школу и отишла у варош, на њено мјесто долази учитељ, који је пребачен у њихову школу из оближње вароши, којег је Стриц (један од главних јунака) назвао „Паприка“, због тога што је имао велики црвен нос од пијанства. Та вест се брзо проширила и кад је учитељ чуо како су га деца назвала одмах је питао ко је био његов „кум“. Јованче (такође један од главних јунака) је храбро преузео одговорност на себе, па је учитељ тражио да Стриц нађе прут. Стрицу је било криво јер ће Јованче бити истучен због његовог „дела”. Одједном Јованче искаче кроз прозор, па учитељ тражи да га деца појуре, међутим су она појурила својим кућама, а Јованче је успешно побегао у Прокин гај (мрачна шума обрасла дрвећем у којој се веровало да живи дрекавац, па људи нису ишли тамо).
Због овог учитеља, дјеца почињу да бјеже из школе. Дјечаци су направили свој „логор“ у Прокином гају и назвали га „тепсија“ (због тога што има облик тепсије). Ту бјеже из школе и друже се по цијели дан. Касније, тепсију разоткривају девојчица Луња и пољар Лијан.
Вођа дружине је Јованче, а осим њега ту су и Лазар Мачак, Стриц, Ђоко Потрк, Ник Ћулибрк, Вањка Широки (Иван Поповић), Николица са приколицом и дјевојчица Луња. Једног дана Лазар Мачак и Јованче откривају пролаз у неку подземну пећину. Учитељ „Паприка“ се пожали кнезу да дјеца не долазе у школу. Заједно са пољарем Лијаном и родитељима они организују и проналазе скровиште дјеце. Захваљујући Николетини Бурсаћу они су ипак поштеђени од казне. Сељаци одлуче да отерају учитеља „Паприку“ и врате драгу учитељицу Лану.

### Други дио
Почео је Други светски рат. Дјечаци који су се до јуче играли постају активни учесници и свједоци тог рата. Они помажу партизанима и откривају им тајну пећину, учествују у одбрани села заједно са борцима и постају партизански курири.
Други дио почиње 6. априла 1941. тј. почетком Другог свјетског рата у Југославији. У село долазе усташе а дјечаци користе једну прилику и одузимају им оружје и муницију. Оружје су предали партизанима, којима је већ било нестало муниције. Захваљујући том оружју и муницији, партизани су побиједили и протјерали окупаторе из села.
На крају, дечаци, одлазе у рат са надом да ће се поново вратити у Прокин гај и у свој логор Тепсију, а једина вредност наших дечака су успомене на безбрижно детињство.

## Инспирација
Први дио књиге је био инспирисан стварним догађајима који су се догодили током Ћопићевог одрастања и школовања. Његова учитељица је била строга и дешавало се да туче немирне и лоше ђаке, која су касније уместо у школу ишла у шуму, гдје су направила логор. За логор се сазнало, а међу сељанима који су хватали одбегле ђаке био је и Ћопићев стриц Никола Ћопић. Други део био је инспирисан ратом и превременом одрастању дечака.

## Ликови
- Јованче - харамбаша дружине и веома храбар вођа. Оштроуман је, процењује ствари паметно, а према свима из своје дружине се односи брижно и привржено. Био је прави џентлмен, јер се према девојчицама, а нарочито према Луњи, обраћао мирним и тихим гласом.
- Стриц - право име му је Стево, али је добио надимак Стриц, јер је био висок. Био је сироче, без оца и мајке. Његов брат од стрица је Николетина Бурсаћ. Умео је да разговара са животињама. Девојчицу Луњу је игнорисао и избегавао, без обзира на то колико га је она волела.
- Луња - једина девојчица у групи. Била је ситна и ниска и потајно заљубљена у Стрица. Борила се за равноправност девојчица и дечака и потајно је пратила све наше јунаке. Била је Стричева прва комшиница.
- Лазар Мачак - најбољи мајстор у дружини. Надимак Мачак је добио јер се креће попут мачке.
- Ђоко Потрк - најбржи у дружини и њен главни песник. Надимак Потрк је добио јер је често волео да трчи. Потрком је долазио у школу, излазио пред таблу, враћао се из школе...
- Ник Ћулибрк - право име му је Никола, али га зову Ник зато што га тако његов отац (који је неко време живео у Америци) зове.
- Вањка Широки - добио је надимак широки јер је крупан. Имао је плаву косу.
- Николица с приколицом - дечак је првог разреда и долази у дружину пратећи Стрица. Надимак је добио јер је свуда ишао с његовом верном, кујом Жујом.
- пољар Лијан - на почетку књиге хвата дјечаке кад краду воће и поврће из туђих башти, а током рата ступа у Јованчетову дружину.
- учитељ Паприка - добио је надимак Паприка јер је имао црвен и велик нос и подбуле образе због пијанства
- учитељица Лана - блага учитељица која је помагала дечацима
- Николетина Бурсаћ - одрастао човек који чува и штити децу од невоља.